# Rudolf Pauschinger
Rudolf Pauschinger (* 1882 in Schwäbisch Gmünd; † 1957 in Stuttgart) war ein deutscher Medailleur und Bildhauer.

## Leben und Werk
Werke von Rudolf Pauschinger – Skulpturen aus Sandstein und aus Bronze – befinden sich im öffentlichen Raum in Ludwigsburg und in Stuttgart.

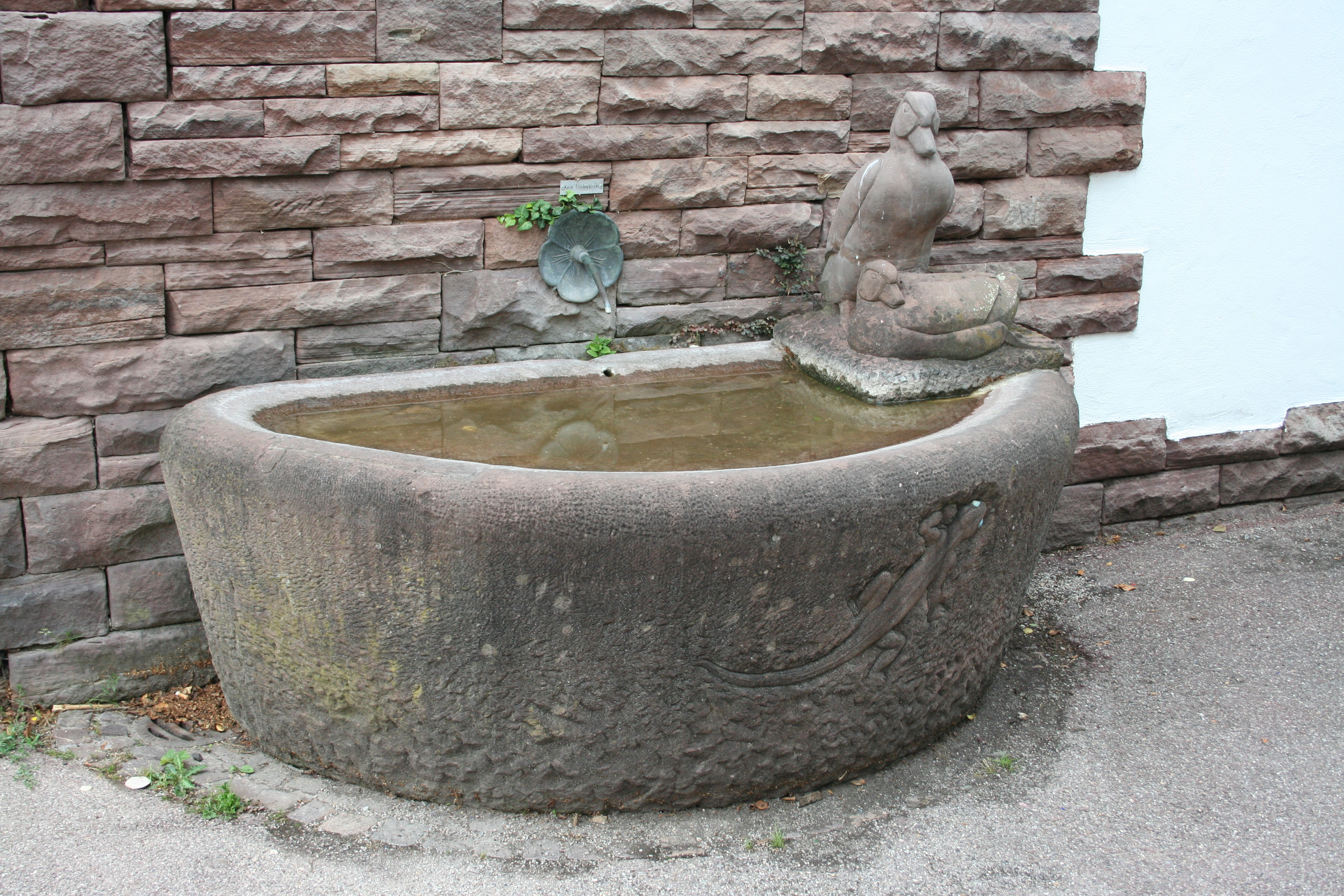
Entenbrunnen im Höhenpark Killesberg in Stuttgart (weitere Bilder)
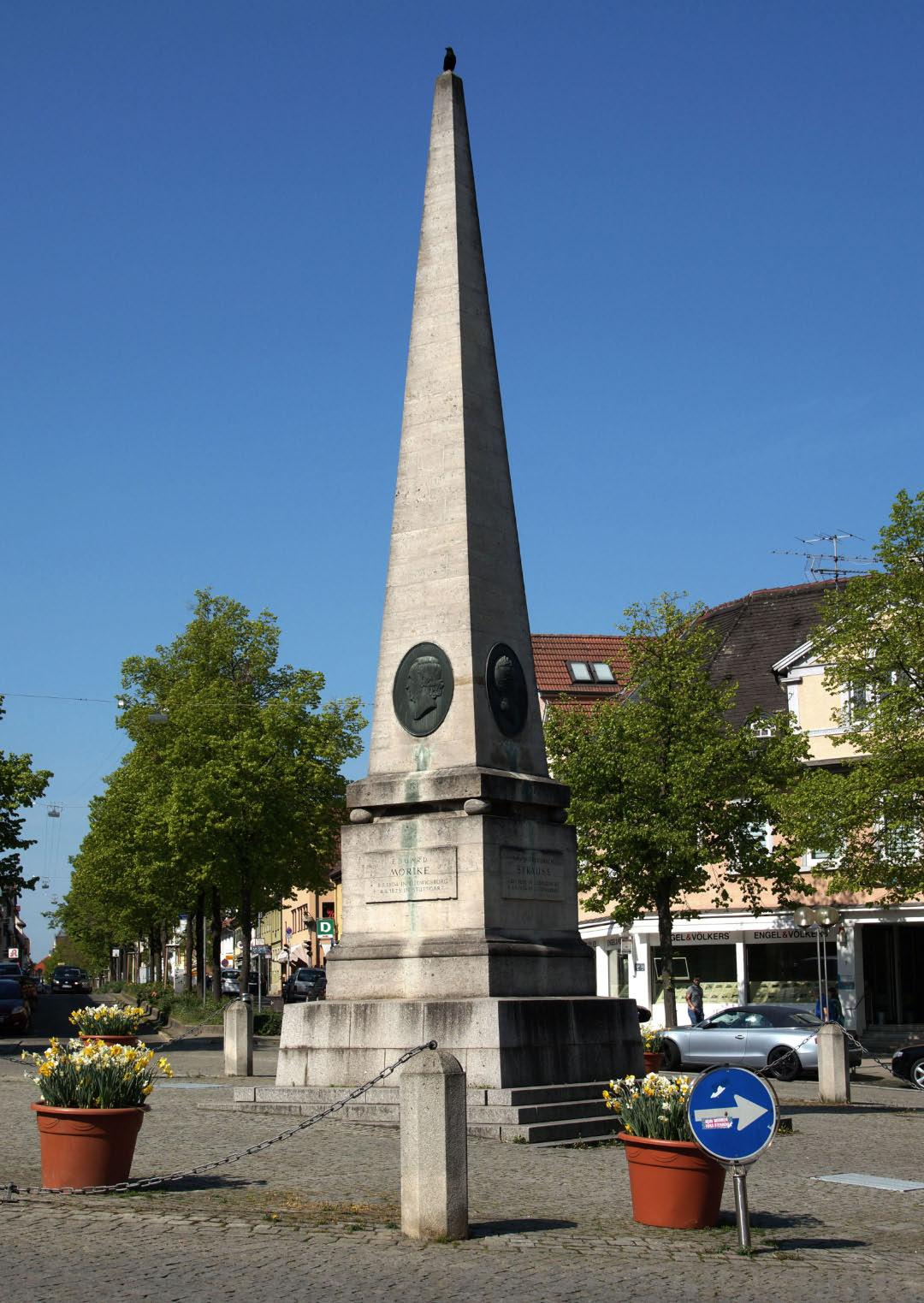
Obelisk von 1954 mit Bronzereliefs am Holzmarkt Ludwigsburg
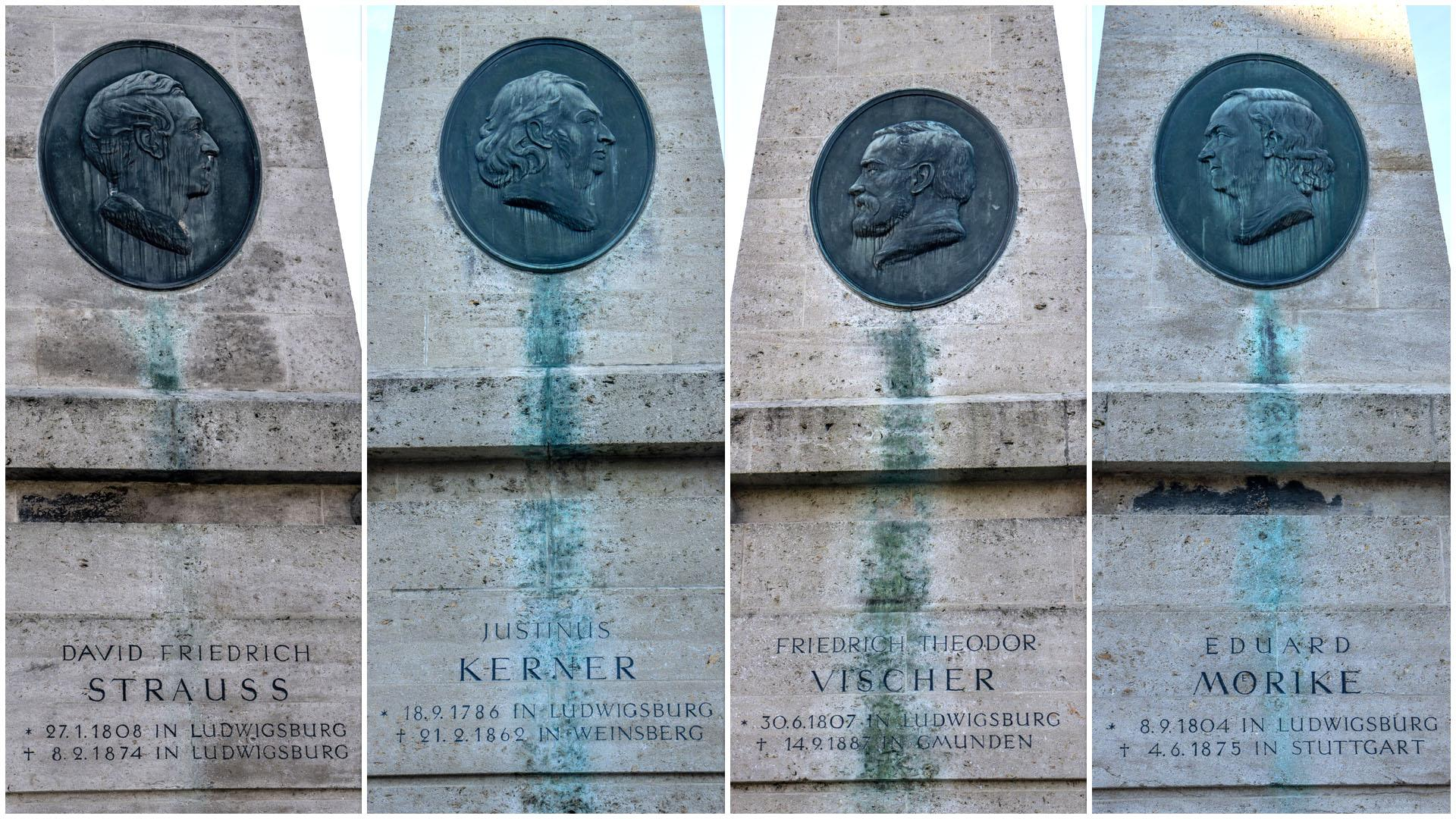
Detail: Bronzereliefs in Erinnerung an die in Ludwigsburg geborenen Schriftsteller und Dichter Justinus Kerner, David Friedrich Strauß, Friedrich Theodor Vischer und Eduard Mörike
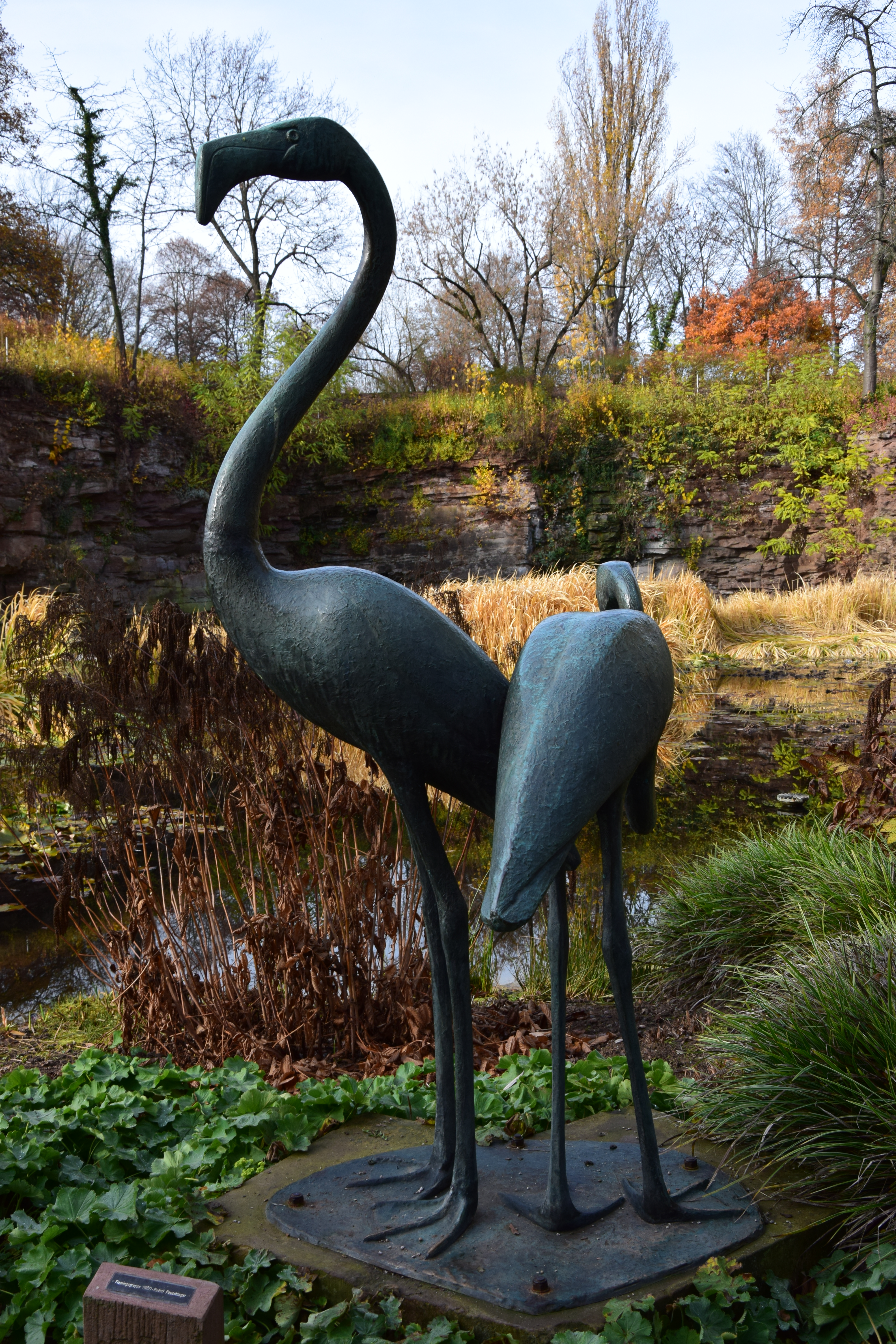
Flamingopaar (1957) im Höhenpark Killesberg in Stuttgart